# 局所状態密度
局所状態密度(LDOS、英: local density of states)とは、ある位置でのあるエネルギーをもつ電子の状態密度のこと。
理想的な結晶では、状態密度は全ての位置で同じ値をとる。しかし結晶構造に位置的な乱れ（表面、欠陥など）がある場合、状態密度は位置についての関数となり、局所状態密度が有用となる。局所状態密度を位置について積分すると状態密度となる。
また局所状態密度をエネルギーについて（フェルミエネルギーまで）積分すると、電子密度となる。

## 測定
局所状態密度の測定は、走査型トンネル顕微鏡（STM）によって行うことができる。